# Milieu BCYE
Le milieu BCYE (de l'anglais Buffered Charcoal Yeast Extract) est un milieu de culture employé en microbiologie pour l'isolement des Légionelles et plus particulièrement du pathogène L. pneumophila. Il a été mis au point en 1980 par Pasculle et al. à partir du milieu CYE
. C'est l'un des milieux employés par les CDC américains pour la recherche de Légionnelles dans l'environnement en cas d'épidémie. 

## Principe
Par rapport à son prédécesseur ce milieu est enrichi d'un système tampon qui maintient le pH proche de l'optimum physiologique de L. pneumophila soit environ 6,9 à 35°C. Le tampon est formé dans le milieu par le mélange de 10 g d'ACES (l'un des tampons de Good) avec le volume suffisant d'une solution aqueuse d'hydroxyde de potassium (KOH) à 1 mol/L pour amener le pH à la valeur souhaitée après autoclavage et refroidissement.
Il existe une version enrichie nommée « milieu BCYEα » dont la composition est identique si ce n'est l'ajout d'un facteur de croissance supplémentaire, l'α-cétoglutarate, à hauteur de 0,1% (m/v). Dans la plupart des laboratoires de microbiologie médicale c'est le milieu de base pour l'ensemencement de prélèvements cliniques suspects de contenir des Légionnelles.

## Composition
Pour 1000 mL de milieu :
- extrait de levure : 10 g
- ACES : 10 g
- hydroxyde de potassium : qsp pH = 6,9 ± 0,1 à 35°C (soit environ 40 mL d'une solution aqueuse de KOH à 1 mol/L)
- charbon activé : 2 g
- L-cystéine chlorhydrate : 400 mg
- pyrophosphate de fer(III) : 250 mg
- agar : 13 g[6].

Pour la version « BCYEα » ajouter à cette formule :
- α-cétoglutarate de potassium : 1 g.

## Préparation
La base CYE (milieu CYE sans additifs) est dissoute à chaud dans le volume correspondant d'eau distillée et le mélange est stérilisé à l'autoclave (15 minutes à 121°C). Après refroidissement partiel jusqu'à 50°C les additifs thermosensibles (tampon, cystéine, pyrophosphate de fer, et le cas échéant α-cétoglutarate) sont introduits aseptiquement, par exemple par filtration stérilisante. Le mélange homogénéisé est réparti dans des contenants stériles.